# Agnès de Faucigny
Pour les autres membres de la famille, voir Maison de Faucigny.
Agnès de Faucigny (Agnetis dominæ Fuciniaci), morte le 11 août 1268 au château de Pierre-Châtel (Bugey), est dame de Faucigny, fille du seigneur Aymon II de Faucigny (1202-1253). Elle épouse en 1234 Pierre de Savoie, futur comte de Savoie.

## Biographie

### Enfance
Agnès de Faucigny est la seconde fille d'Aymon II († 1253), seigneur de Faucigny et très probablement de sa première épouse, Béatrix de Bourgogne-Comté, dame d'Auxonne,.

### Mariage
Guillaume, alors évêque de Valence, fils du comte Thomas Ier de Savoie, se rapproche ainsi du seigneur Aymon II de Faucigny, qui n'a pas d'héritier mâle et dont la seconde fille, Agnès, est célibataire. Le seigneur de Faucigny a dans la quarantaine et son futur gendre en aura la trentaine, ce qui lui permet d'envisager de garder encore un certain temps la gestion de sa seigneurie. Aymon est considéré comme un allié du comte Thomas Ier de Savoie.
Le projet d'alliance avec la maison de Savoie prend forme en 1234. Agnès épouse en février, sous la bénédiction de l'évêque Guillaume de Savoie, Pierre II de Savoie, au château de Châtillon-sur-Cluses,. Elle apporte en dot les seigneuries de Faucigny, de Beaufort et plusieurs autres terres. Son père fait stipuler que, quelle que soit la progéniture issue du mariage — fille ou garçon —, elle serait l'héritière de la dot de sa mère,.
Leur unique enfant, Béatrice, naît dans l'année. Son grand-père veillera d'ailleurs à l'avenir de la seigneurie en organisant le mariage, et par delà l'héritage du Faucigny, de sa future petite fille. Après des tractations entamées dès 1241-1242 par le seigneur de Faucigny, Béatrice de Faucigny est promise en 1253, alors qu'elle est âgée de sept ans, à Guigues VII (1225 – 1269), dauphin de Viennois. Le mariage est officialisé en 1261. La même année, le seigneur Aymon II de Faucigny décède.
Agnès hérite du titre et des droits de son père, au détriment de sa sœur Béatrice mariée à Étienne II de Thoire et Villars,.
Le neveu de Pierre, Boniface qui était comte de Savoie meurt au début du mois de juin 1263. Bien que Thomas, son frère aîné déjà décédé, ait des fils, la coutume savoyarde le fait hériter en tant que plus proche parent, la loi de primogéniture au second degré n'étant pas encore établie. Il devient alors le douzième comte de Savoie et Agnès la comtesse consort.

### Succession
Le comte Pierre II est bien malade au début du mois de mai. Il meurt en mai 1268 au château de Pierre-Châtel,,. Il est inhumé, le jour suivant probablement, dans la nécropole comtale des Savoie d'Hautecombe sur les rives du lac du Bourget.
Dans son testament du 7 mai 1268, il lègue à sa femme les châteaux de Versoix (Genève), d'Allinges (Vieux et Neuf en Chablais), de Féternes (Chablais), de Charousse (Faucigny/Genève) et d'Aubonne (Vaud),.
Agnès meurt quelques mois plus tard, le 11 août, également au château de Pierre-Châtel en Bugey,. Son testament de 1262 faisait de sa fille son héritière, suivant ainsi les volontés d'Aymon II. Selon l'acte recueilli par le Régeste genevois, « elle s'engage par serment à ne pas faire, du vivant de son mari, des dispositions contraires au présent testament ».
Après la mort de son époux, Agnès fait des ajouts à son testament le 9 ou 11 août 1268, sans y changer le nom de son héritière,,. Elle donne deux châteaux en Bresse qui reviennent à sa sœur et à son frère (fratri meo) Simon de Joinville, seigneur de Gex, « soit le château de Versoix, dont elle excepte la villa de Commugny, soit tout ce qu'elle possède dès le dit Commugny jusqu'à la Cluse, près de Collonges, entre le Rhône et le Jura, sous la condition que le tout demeurera du fief de Faucigny, et que le dit Simon de Joinville bâtira près de la Versoix et dotera une maison religieuse (domum Dei) ».
Le mari de Béatrice, Guigue VII, prend l'entière possession du Faucigny. Le lendemain de la mort d'Agnès, sa sœur, Béatrice de Thoire-Villars, mais aussi le frère de Pierre II, le comte Philippe de Savoie, revendiquent leur part d'héritage,. Une guerre de succession éclate entre les différentes puissances.
Le corps d'Agnès rejoint la nécropole des sires de Faucigny et est ensevelie dans l'église du prieuré de Contamine-sur-Arve,.